# Brualer Hammrich
Das Brualer Hammrich ist ein Naturschutzgebiet in der niedersächsischen Gemeinde Rhede (Ems) im Landkreis Emsland.
Das Naturschutzgebiet mit dem Kennzeichen NSG WE 278 ist 175 Hektar groß. Es ist vollständig Bestandteil des EU-Vogelschutzgebietes „Emstal von Lathen bis Papenburg“.
Das Naturschutzgebiet liegt westlich von Papenburg im Niederungsgebiet der Ems. Im Osten grenzt es direkt an das Naturschutzgebiet „Emsauen zwischen Herbrum und Vellage“. Von diesem ist es durch den Emsdeich getrennt. Der Brualer Hammrich wird überwiegend landwirtschaftlich genutzt. Während früher ausschließlich Grünlandnutzung vorherrschte, wurden in der zweiten Hälfte des 20. Jahrhunderts im höhergelegenen nördlichen Teil des Hammrichs Teilflächen in Ackerland umgewandelt.
Das Naturschutzgebiet hat eine besondere Bedeutung als Brutgebiet für Wat- und Wiesenvögel sowie zusätzlich als Rast- und Überwinterungsgebiet für Wasservögel. Das Gebiet steht seit dem 1. Februar 2011 unter Naturschutz. Zuständige untere Naturschutzbehörde ist der Landkreis Emsland.